# Núi Iwaki
Núi Iwaki (岩木山 Iwaki-san) là một núi lửa dạng tầng tọa lạc tại phía tây tỉnh Aomori, Tohoku, Nhật Bản. Nó cũng được gọi là Tsugaru-Fuji do hình dạng núi. Núi được liệt kê là một trong 100 núi nổi tiếng Nhật Bản trong một cuốn sách soạn thảo năm 1964 bởi nhà leo núi/tác giả Kyūya Fukada. Núi và môi trường xung quanh nằm trong ranh giới vườn quốc gia Tsugaru Quasi.